# Tado Jiménez
Arvin "Tado" Jiménez (Mariquina, 24 de marzo de 1974 – Bóntoc, 7 de febrero de 2014) fue un comediante, actor, locutor de radio y hombre de negocios filipino. Tado empezó a ser conocido por un programa de televisión llamado Strangebrew y por un programa de radio llamado La U92 BrewRATs!. Falleció en un accidente de tráfico mientras viajaba en autobús el 7 de febrero de 2014 a los 39 años de edad, siendo una de las 14 personas que murieron en el accidente. Estaba casado y tenía tres hijos.

## Filmografía
- Strangebrew (2001–02)
- Klasmeyts (2002)
- Masayang Tanghali Bayan (2003–04)
- Ok Fine Whatever (2003)
- Palos (2008)
- Showtime (2010)